# Mujeres ambiciosas
Babilônia (en español: Mujeres Ambiciosas) es una telenovela brasileña producida y emitida por la cadena Rede Globo desde el 16 de marzo de 2015 hasta el 28 de agosto de 2015, en sustitución de Império, siendo sucedida por A Regra do Jogo.
Escrita por Gilberto Braga, Ricardo Linhares y João Ximenes Braga, con la colaboración de Sérgio Marques, Ângela Carneiro, Chico Soares, Fernando Rebello, João Brandão, Luciana Pessanha y Maria Camargo, dirigida por Cristiano Marques, Luísa Lima, Pedro Peregrino y Giovanna Machline, con la dirección general de Dennis Carvalho y María de Médicis sobre núcleo de Dennis Carvalho. 
Protagonizada por Camila Pitanga y Thiago Fragoso, con las participaciones antagónicas de Glória Pires, Adriana Esteves, Bruno Gagliasso, Tainá Müller y Bruno Gissoni. Cuenta con las actuaciones estelares de las primeras actrices Fernanda Montenegro, Nathalia Timberg y Arlete Salles. Además, con las actuaciones de Sophie Charlotte, Gabriel Braga Nunes, Cássio Gabus Mendes y Chay Suede.

## Trama
Mujeres Ambiciosas narra la historia de tres mujeres completamente diferentes entre ellas, que son movidas por la ambición. Beatriz (Glória Pires) es una mujer privilegiada, que tiene sed de poder y utiliza su sensualidad para obtener lo que quiere. Por otro lado, Inês (Adriana Esteves) posee una personalidad frustrada y tiene una verdadera obsesión por destruirla su amiga de la infancia, Beatriz. Como contrapunto está Regina (Camila Pitanga), la heroína de la historia, quien probará que uno puede alcanzar sus sueños sin pisotear a los demás.

## Producción
Mujeres Ambiciosas presenta en los papeles principales actrices que representaron villanas históricas de la dramaturgia mundial: Adriana Esteves, que encantó al mundo como la pérfida Carmina, de ‘Avenida Brasil‘, y Glória Pires, quien hizo la terrible María de Fátima, que de modo despiadado despreciaba a su madre en ‘Vale Todo‘. 
Mujeres Ambiciosas es una superproducción con escenas filmadas en Dubái y París. Durante dos semanas un equipo de casi 20 personas viajó a las dos ciudades y filmó en lugares increíbles y lujosos como los Jardines del Luxemburgo, la Place des Vosges, Puente de Bir-Hakeim, el Museo Rodin y en los Emiratos Árabes Unidos.
En la trama de Gilberto Braga, autor del éxito Insensato corazón, de la cual se otorgaron licencias a 90 países, un crimen entrelaza las vidas de estas tres mujeres. Y una relación de chantaje provoca que Beatriz e Inês disputen un juego de poder y equilibrio de fuerzas. Las protagonistas viven en el barrio Leme, marca registrada de Río de Janeiro, donde conviven todas las clases sociales. A través de ellas y sus relaciones, el público sigue una trama de codicia y poder, ética y crítica social. 
Mujeres Ambiciosas también cuenta con un elenco de grandes nombres como Fernanda Montenegro (Passione), Cássio Gabus Mendes y Natalia Timberg (Insensato corazón), Gabriel Braga Nunes (La sombra de Helena), Marcos Palmeira (La Fiesta), Thiago Fragoso (Rastros de mentiras), Bruno Gagliasso (Ojos sin culpa) y Chay Suede (Imperio), entre otros.

## Lanzamiento y repercusión

### Audiencia en Brasil
El primer capítulo de Mujeres ambiciosas alcanzó 32,8 puntos en IBOPE en el Gran São Paulo, lo que representó un aumento de 0,7 puntos en relación con su antecesora, Imperio, que había abierto con 32,1. El segundo capítulo obtuvo 29,8 puntos. Los capítulos siguientes fueron cayendo sucesivamente hasta llegar a los 22 puntos y, al final de la primera semana, la trama ya había perdido el 33% de la audiencia del telenovela anterior, perdiendo a un tercio de los espectadores. La audiencia de la telenovela siguió cayendo y, en marzo, había empatado con la "telenovela de las siete" Alto Astral en la audiencia. El 25 de marzo, Alto Astral superó a Mujeres ambiciosas y se convirtió en la telenovela ??con mayor audiencia en ese momento, teniendo un punto de ventaja frente al producto principal de la emisora. En abril ya variaba entre los 20 y los 23 puntos, lo que la convirtió en la telenovela menos vista de la emisora, solo superando a la franquicia Malhação. Debido a la constante pérdida de audiencia y al rechazo del público, Mujeres ambiciosas fue comparada por la crítica televisiva con Esperança, considerada como la "telenovela de los ocho" de mayor fracaso en la historia de la cadena, promediando 38 puntos en un momento en el que las audiencias alcanzaban los 65.
Con la baja audiencia, TV Globo ejerció cambios drásticos en la trama, minimizando las historias densas y pesadas, además de intensificar los comerciales y tener un resumen más amplio al inicio de cada capítulo. Además, se cambió toda la parte técnica, dejando los escenarios más iluminados y cambiando la edición amarilla a algo más colorido, logrando hacer crecer la telenovela a 26 puntos el 7 de abril. Pese a ello, la trama continuó por debajo de Alto Astral, que había cerrado con 26,2 puntos y seguía siendo el producto más visto de la emisora. La producción también se enfrentó al rechazo en otros estados. En Goiânia, por primera vez en la historia de la dramaturgia de la Rede Globo, una telenovela de las 9 de la noche tuvo menos audiencia que una telenovela de RecordTV. En Recife, Vitória y Manaus, la telenovela no puntuó y promedió entre 13 y 20 puntos, perdiendo el liderato en ciertos días. En Belo Horizonte, zona donde TV Globo siempre ha tenido una buena audiencia, Mujeres ambiciosas anotó 19 puntos semanales del 30 de marzo al 3 de abril, una tasa muy por debajo de la media horaria, que solía rondar los 35 puntos.
Sin embargo, sus malos resultados no se atribuyeron sólo a los polémicos temas tratados, ya que la telenovela de las 23:00 horas, Verdades Secretas, proyectada en el mismo período, obtuvo sucesivos récords de audiencia para su programación, incluso presentando una trama con más temáticas delicadas, como el uso de crack, el sexo entre dos menores y la relación de una menor con su padrastro, sino también al guion considerado inconsistente por la prensa. Según periodistas especializados, la telenovela se centró solo en la venganza y las tragedias, donde ningún personaje tuvo momentos destacados, existía falta de historias con más humor y romance, alegando que Mujeres ambiciosas había alienado al público. Además, Mujeres ambiciosas enfrentó un problema con la emisión de Moisés y los Diez Mandamientos de Record TV, que salió al aire antes y terminó durante el primer bloque de la telenovela de TV Globo, lo que fue suficiente para hundir a su audiencia posterior. A pesar de no superar a Mujeres ambiciosas en el Gran São Paulo, la trama rival llegó a liderar en otras capitales, como en Goiânia, donde marcó 15,5 contra 14 en la "telenovela de las nueve".
En la última semana, la trama logró estabilizar la audiencia entre 23 y 29 puntos, todavía muy por debajo de lo esperado por la emisora, pero con un ligero incremento en relación con todo el cronograma de su exhibición. El último capítulo de Mujeres ambiciosas obtuvo 33,5 puntos, con un pico de 38,1 puntos en el Gran São Paulo, lo que representa por un amplio margen la peor audiencia en un capítulo final de la telenovela de las 21:00 horas, un 30% por debajo de la cifra registrada por el último capítulo de su predecesora, Imperio. Obtuvo un promedio general de 25 puntos, 8 menos que la predecesora y 10 menos que la expectativa para el horario, que era de 35 puntos en ese momento; justo después de Querer sin límites, la expectativa se reduciría a 30. Esta fue el peor resultado de una "telenovela de las nueve".

## Controversias tras estreno
El diputado federal João Campos de Araújo, líder del Frente Parlamentario Evangélico del Congreso Nacional, emitió una nota de rechazo al beso protagonizado por Fernanda Montenegro y Nathalia Timberg en el primer capítulo, llamando a los evangélicos a boicotear la telenovela y no consumir los productos anunciados durante el programa. El senador Magno Malta difundió mensajes contra la telenovela en las redes sociales Facebook y WhatsApp y el pastor Silas Malafaia expresó su indignación por la inmoralidad presente en la trama. El pastor y diputado federal Marco Feliciano, por su parte, defendió el boicot al patrocinador de la telenovela. Ricardo Linhares, en una entrevista, afirmaría que el boicot es un derecho de todos, pero que creía que se promovió con una motivación "oscurantista y dictatorial", apuntando a la "discriminación e intolerancia". Al final de la primera semana, la audiencia de la telenovela había disminuido considerablemente, en una caída que según el periodista Lauro Jardim, de la revista Veja, nunca habría ocurrido en la historia de la emisora, y eso podría estar relacionado con el boicot. Las críticas también vinieron de ramas de la Iglesia católica como la Renovación Carismática y la red Canção Nova, que pidieron acciones similares por parte de sus feligreses.

## Respuesta de la emisora
En los primeros 10 capítulos la trama alcanzó 27,7 puntos de media y un 42,5% de participación. Este fue el peor resultado en 50 años. Para contener la caída de audiencia se realizaron cambios al logo, con colores más claros y se realizó un grupo de discusión. Incluso con las críticas a la pareja homosexual, el coautor Ricardo Linhares expresó que la trama continuaría como estaba previsto desde el principio. Linhares también afirmó que buscaba aceptación en relación con la pareja de Teresa y Estela.
Luego de realizar grupos de discusión con los espectadores, se concluyó que parte del público rechazaba el mal, la violencia y el tema de la corrupción presentes en la trama. Para revertir la baja audiencia, la estación cortó escenas de prostitución, cambiando el rumbo del personaje de Sophie Charlotte (Alice), quien ya no sería una prostituta, ya que los espectadores consideraron la trama como un mal ejemplo. Linhares, sin embargo, argumentaría que el cambio no se debió al rechazo del público, sino a cuestiones de "clasificación por edad" de la producción. La actriz y Bruno Gagliasso regrabaron unas 40 escenas, además de ganar más protagonismo en la trama. Beatriz (Glória Pires), ya no "atacaría" a los hombres; la fotografía, que se consideraba oscura, se iluminó; se incrementarían las tramas románticas; Se cortaron las muestras de afecto entre la pareja lésbica y se reveló de antemano el secreto que rodeaba a los villanos. Según la sinopsis de la telenovela, el personaje de Marcos Pasquim (Carlos Alberto) tendría una relación con el de Marcello Mello (Iván), pero la dirección de la emisora cambió la trama; haciendo que el personaje de Pasquim se enamorara de Regina (Camila Pitanga). Herson Capri interpretaría al narcotraficante Osvaldo, pero fue cambiado para interpretar a Otávio, el amante de Beatriz (Gloria Pires).
Con índices de audiencia por debajo de las expectativas, Silvio de Abreu, director de dramaturgia de la estación, reescribió cinco capítulos y reeditó doce de los seis capítulos, para que la trama se pudiera simplificar. La injerencia de Abreu en la trama se produce tras un supuesto malentendido entre los autores y los rumores de que la pareja lésbica sería asesinada. A pesar de los cambios realizados, la telenovela perdió 18 capítulos y se redujo en unas 3 semanas, nuevamente por su baja audiencia. Con eso, se aceleraron las grabaciones de Reglas del juego, telenovela sucesora en la programación, del autor João Emanuel Carneiro.

## Elenco
| Actor               | Personaje                          |
| ------------------- | ---------------------------------- |
| Glória Pires        | Beatriz Amaral Rangel              |
| Camila Pitanga      | Regina da Silva Rocha              |
| Adriana Esteves     | Inés Junquera                      |
| Thiago Fragoso      | Vinicius Teixeira Loureiro         |
| Sophie Charlotte    | Alicia Junquera                    |
| Bruno Gagliasso     | Murilo Loureiro                    |
| Cássio Gabus Mendes | Evandro Rangel                     |
| Fernanda Montenegro | Teresa Petrucceli                  |
| Nathalia Timberg    | Estela Marcondes Amaral            |
| Gabriel Braga Nunes | Luis Fernando Vidal Fonseca        |
| Marcos Palmeira     | Aderbal Pimenta                    |
| Bruno Gissoni       | Carlos Augusto Souza Rangel (Guto) |
| Chay Suede          | Rafael Amaral                      |
| Tainá Müller        | Cristiana Loureiro (Cris)          |
| Arlete Salles       | Consuelo Pimenta                   |
| Thiago Martins      | Diogo da Silva Rocha               |
| Kizi Vaz            | Gabriela Alvarenga                 |
| Marcos Pasquim      | Carlos Alberto da Mata             |
| Sheron Menezzes     | Paula Camargo                      |
| Dudu Azevedo        | Bento Laranjeira                   |
| Marcello Mello Jr   | Ivan Camargo                       |
| Maria Clara Gueiros | Karen Fonseca Vidal                |
| Juliana Alves       | Valeska de Paiva                   |
| Herson Capri        | Otávio Villar                      |
| Carla Salle         | Heloísa Gomes Batista (Sueli)      |
| Igor Angelkorte     | Clóvis Beviláqua                   |
| Marcos Veras        | Norberto Vidal                     |
| Daisy Lúcidi        | Dulce Porto Melo                   |
| Lu Grimaldi         | Olga Teixeira Loureiro             |
| Rosi Campos         | Zélia Fonseca                      |
| Luisa Arraes        | Laís Matos Pimenta                 |
| Virgínia Rosa       | Dora da Silva Rocha                |
| Val Perré           | Cristóvão Rocha                    |
| Laila Garin         | María José Matos Pimenta           |
| Filipe Ribeiro      | Frederico da Mata (Fred)           |
| Tuca Andrada        | Homero Junqueira                   |
| André Bankoff       | Pedro                              |
| Paulo Verlings      | Tom Cruzes                         |
| Peter Brandão       | Wolnei Toledo de Jesus             |
| Maíra Charken       | Vera Morgado                       |
| Rodrigo Fagundes    | Rubi Palhares                      |
| Xande Valois        | Joaquim Fonseca Vidal              |
| Bernadete Wilhelm   | Nina Fonseca Vidal                 |
| Sabrina Nonata      | Júlia Rocha Vidal                  |
| Bia Arantes         | Lara                               |